# Lista polskich filmów fabularnych nagrodzonych przez Międzynarodową Federację Krytyków Filmowych (1959–1989)
Lista polskich filmów fabularnych nagrodzonych przez Międzynarodową Federację Krytyków Filmowych (1959–1989). Międzynarodowa Federacja Krytyków Filmowych (FIPRESCI), utworzona w 1925 w Paryżu, nagradza najlepsze filmy (także wyświetlane poza konkursami głównymi, niezależnie od festiwalowego jury) na różnych międzynarodowych festiwalach filmowych. Jeszcze przed wybuchem II wojny światowej w składzie Federacji znajdowali się polscy krytycy filmowi, ale dopiero od 1946 FIPRESCI regularnie organizuje własne jury złożone z krytyków filmowych, które typuje najlepsze filmy na prestiżowych wydarzeniach filmowych. Jury FIPRESCI przy danym festiwalu składa się zwykle z trzech do dziewięciu osób, a nagrodą dla filmowca jest dyplom Federacji.
Do 1959 żaden polski film fabularny (definiowany w tej liście jako dzieło filmowe dłuższe niż 60 minut, niebędące filmem dokumentalnym, animowanym ani oświatowym) nie otrzymał nagrody FIPRESCI. Precedens ustanowiły: nagrodzony na Międzynarodowym Festiwalu Filmowym w Wenecji film Popiół i diament (1958) Andrzeja Wajdy, wyróżnione na Międzynarodowym Festiwalu Filmowym w Locarno Pożegnania (1958) Wojciecha Jerzego Hasa oraz uhonorowany na Międzynarodowym Festiwalu Filmowym w San Sebastian Zamach (1959) Jerzego Passendorfera, wszystkie zaliczane do polskiej szkoły filmowej. Począwszy od 1959 (roku ustanawiającego precedens), a kończąc na roku 1989 (faktycznej zmianie ustroju dotychczasowej Polskiej Rzeczypospolitej Ludowej), zaszczytu otrzymania nagrody Federacji dostąpiło 31 polskich filmów fabularnych, przy czym w omawianym okresie najczęściej – czterokrotnie – nagrodę otrzymali Wajda oraz Krzysztof Kieślowski. Więcej niż jednokrotnie w kategorii filmów fabularnych zostali nagrodzeni również Wojciech Jerzy Has oraz Janusz Zaorski (patrz tabela poniżej).

## Lista filmów
Uwaga: Lista filmów jest posortowana wedle roku produkcji.
| Rok  | Film                      | Reżyser                        | Festiwal                                                        |
| ---- | ------------------------- | ------------------------------ | --------------------------------------------------------------- |
| 1958 | Popiół i diament          | Andrzej Wajda                  | Międzynarodowy Festiwal Filmowy w Wenecji (1959)                |
| 1958 | Pożegnania                | Wojciech Jerzy Has             | Międzynarodowy Festiwal Filmowy w Locarno (1959)                |
| 1959 | Zamach                    | Jerzy Passendorfer             | Międzynarodowy Festiwal Filmowy w San Sebastian (1959)          |
| 1961 | Nóż w wodzie              | Roman Polański                 | Międzynarodowy Festiwal Filmowy w Wenecji (1962)                |
| 1961 | Jak być kochaną           | Wojciech Jerzy Has             | Międzynarodowy Festiwal Filmowy w San Francisco (1963)          |
| 1963 | Naganiacz                 | Czesław Petelski, Ewa Petelska | Międzynarodowy Festiwal Filmowy w Locarno (1964)                |
| 1963 | Pasażerka                 | Andrzej Munk                   | Międzynarodowy Festiwal Filmowy w Cannes (1964)                 |
| 1965 | Sublokator                | Janusz Majewski                | Międzynarodowy Festiwal Filmowy w Mannheim i Heidelbergu (1966) |
| 1970 | Brzezina                  | Andrzej Wajda                  | Międzynarodowe Targi Filmowe i Telewizyjne w Mediolanie (1970)  |
| 1973 | Iluminacja                | Krzysztof Zanussi              | Międzynarodowy Festiwal Filmowy w Locarno (1973)                |
| 1973 | Na wylot                  | Grzegorz Królikiewicz          | Międzynarodowy Festiwal Filmowy w Mannheim i Heidelbergu (1973) |
| 1974 | Zapis zbrodni             | Andrzej Trzos-Rastawiecki      | Międzynarodowy Festiwal Filmowy w Mannheim i Heidelbergu (1974) |
| 1976 | Człowiek z marmuru        | Andrzej Wajda                  | Międzynarodowy Festiwal Filmowy w Cannes (1978)                 |
| 1977 | Pani Bovary to ja         | Zbigniew Kamiński              | Międzynarodowy Festiwal Filmowy w Mannheim i Heidelbergu (1977) |
| 1977 | Pokój z widokiem na morze | Janusz Zaorski                 | Międzynarodowy Festiwal Filmowy w Locarno (1978)                |
| 1978 | Aktorzy prowincjonalni    | Agnieszka Holland              | Międzynarodowy Festiwal Filmowy w Cannes (1980)                 |
| 1979 | Amator                    | Krzysztof Kieślowski           | Międzynarodowy Festiwal Filmowy w Moskwie (1979)                |
| 1979 | Dyrygent                  | Andrzej Wajda                  | Międzynarodowy Festiwal Filmowy w San Sebastian (1980)          |
| 1979 | Kung-fu                   | Janusz Kijowski                | Międzynarodowy Festiwal Filmowy w Locarno (1980)                |
| 1980 | Bez miłości               | Barbara Sass                   | Międzynarodowy Festiwal Filmowy w Mannheim i Heidelbergu (1980) |
| 1981 | Dreszcze                  | Wojciech Marczewski            | Międzynarodowy Festiwal Filmowy w Berlinie (1982)               |
| 1981 | Wielki bieg               | Jerzy Domaradzki               | Festiwal Filmowy w Montrealu (1987)                             |
| 1982 | Matka Królów              | Janusz Zaorski                 | Międzynarodowy Festiwal Filmowy w Berlinie (1988)               |
| 1983 | Nadzór                    | Wiesław Saniewski              | Międzynarodowy Festiwal Filmowy w Mannheim i Heidelbergu (1985) |
| 1984 | Kobieta w kapeluszu       | Stanisław Różewicz             | Międzynarodowy Festiwal Filmowy w Moskwie (1985)                |
| 1984 | Yesterday                 | Radosław Piwowarski            | Międzynarodowy Festiwal Filmowy w Wenecji (1985)                |
| 1986 | Siekierezada              | Witold Leszczyński             | Międzynarodowy Festiwal Filmowy w Berlinie (1987)               |
| 1986 | Bohater roku              | Feliks Falk                    | Międzynarodowy Festiwal Filmowy w Moskwie (1987)                |
| 1987 | Krótki film o zabijaniu   | Krzysztof Kieślowski           | Międzynarodowy Festiwal Filmowy w Cannes (1987)                 |
| 1988 | Krótki film o miłości     | Krzysztof Kieślowski           | Międzynarodowy Festiwal Filmowy w San Sebastian (1988)          |
| 1988 | Dekalog                   | Krzysztof Kieślowski           | Międzynarodowy Festiwal Filmowy w Wenecji (1989)                |